# Challenger de Mauthausen 2023
El torneo Upper Austria Open 2023, denominado por razones de patrocinio Danube Upper Austria Open powered by SKE fue un torneo de tenis perteneció al ATP Challenger Tour 2023 en la categoría Challenger 100. Se trató de la 2.ª edición; el torneo tuvo lugar en la ciudad de Mauthausen (Austria), desde el 8 hasta el 14 de mayo de 2023 sobre pista de tierra batida al aire libre.

## Jugadores participantes del cuadro de individuales
| Favorito | País                        | Jugador         | Rank1 | Posición en el torneo |
| -------- | --------------------------- | --------------- | ----- | --------------------- |
| 1        | Bandera de Austria          | Dominic Thiem   | 93    | Semifinales           |
| 2        | Bandera de Francia          | Hugo Gaston     | 106   | Cuartos de final      |
| 3        | Bandera de Argentina        | Facundo Bagnis  | 116   | Cuartos de final      |
| 4        | Bandera de los Países Bajos | Gijs Brouwer    | 122   | Primera ronda         |
| 5        | Bandera de Austria          | Filip Misolic   | 126   | FINAL                 |
| 6        | Bandera de Austria          | Sebastian Ofner | 130   | Semifinales           |
| 7        | Bandera de Suiza            | Leandro Riedi   | 156   | Segunda ronda, retiro |
| 8        | Bandera de Austria          | Dennis Novak    | 159   | Cuartos de final      |

- 1 Se ha tomado en cuenta el ranking del 24 de abril de 2023.

### Otros participantes
Los siguientes jugadores recibieron una invitación (wild card), por lo tanto ingresan directamente al cuadro principal (WC):
- Sandro Kopp
- Gerald Melzer
- Lukas Neumayer

Los siguientes jugadores ingresan al cuadro principal tras disputar el cuadro clasificatorio (Q):
- Mirza Bašić
- Marius Copil
- Lucas Gerch
- Hendrik Jebens
- Matthias Ujvary
- Damien Wenger

## Campeones

### Individual Masculino
- Hamad Medjedovic derrotó en la final a  Filip Misolic, 6–2, 6–7(5), 6–4

### Dobles Masculino
- Romain Arneodo /  Sam Weissborn derrotaron en la final a  Constantin Frantzen /  Hendrik Jebens, 6–4, 6–2